# La Legua
La Legua es un barrio de la comuna de San Joaquín, en el sector centro-sur de Santiago de Chile.
La población inicialmente fue parte de San Miguel, pero fue traspasada a San Joaquín después de la reforma comunal desarrollada en 1981 durante la dictadura militar.
Su nombre se debe a que se ubica a tan solo una legua de la Plaza de Armas de Santiago. En sus primeras décadas destacó por su fuerte compromiso político,social siendo considerada un bastión de la izquierda. En los últimos años ha sido estigmatizada por ser un barrio donde abunda el tráfico de drogas y la delincuencia.

## Historia
Antiguamente el sector era conocido como «La Legua de Macul», según mapas de inicios del siglo XX. Hacia 1926 se daba inicio a la urbanización del sector, con la venta de terrenos —a cargo de J. Gandarillas— en el sector denominado hasta marzo de dicho año como Población San Remo y que había sido gestionado por Gregorio Cosidoy.
Siendo una de las primeras poblaciones de la capital, La Legua surgió producto de la propia acción de sus fundadores, obreros venidos del norte cuando declinaba la industria del salitre y de campesinos de la zona centro sur que llegaban a Santiago en busca de nuevas oportunidades tras la crisis de 1930. De esa etapa proviene una fuerte influencia del Partido Comunista. De hecho, uno de sus diputados, Abraham Quevedo Vega, construyó su casa allí en 1928. Este sector, más antiguo y consolidado, se denomina hoy La Legua Vieja. Luego, se sumaron nuevos pobladores, entre ellos un grupo proveniente de la toma de terrenos, en Lo Zañartu (al sur del Estadio Nacional), realizada en 1947 y que a comienzos de los años 50 fue trasladada a La Legua. En este grupo también había presencia de dirigentes comunistas. Así nació La Legua Nueva. Más tarde se produjo una asignación de casas de emergencia cuando el problema habitacional hacía crisis en Santiago; un ejemplo de ello ocurrió en enero de 1948 cuando 35 familias de una población callampa ubicada en el Zanjón de la Aguada fue reubicada en la antigua chacra La Legua, en terrenos pertenecientes a la Caja de Seguro Obrero. Entonces nació La Legua de Emergencia, en 1951. 
Una vez consolidada como población, en los años 40 y 50, La Legua destacó como barrio popular por su rica historia cultural asociada a sus luchas sociales y su modo de vida, elementos que en su conjunto la configuran como un territorio de un carácter único (asociado a la "identidad legüina"), y a la vez representativo de la historia de los pobladores de Santiago.

### Golpe de Estado de 1973

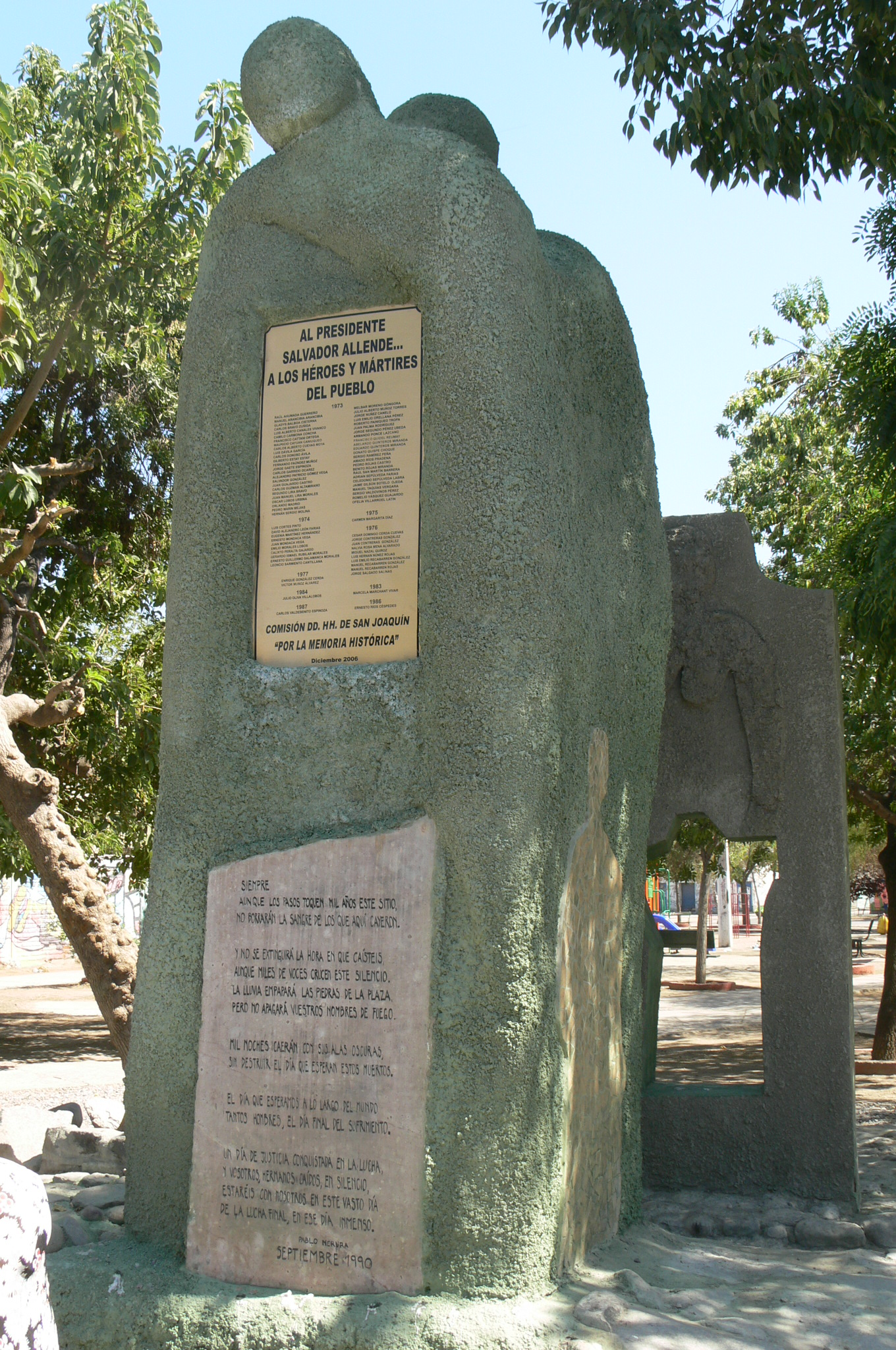
Memorial a los caídos en la lucha por la democracia en La Legua

Durante el golpe de Estado encabezado el 11 de septiembre de 1973 por el general Augusto Pinochet y la junta militar contra el gobierno del socialista Salvador Allende, muchos habitantes de La Legua combatieron contra las fuerzas militares; fue la única comunidad urbana popular en que los jóvenes rechazaron en combate abierto la imposición de la dictadura militar, siendo apoyados por trabajadores de SUMAR, industria vecina de La Legua, que ya había hecho noticia por resistir un allanamiento realizado por la Fuerza Aérea, tres días antes del golpe, el 8 de septiembre.
En La Legua se resistió y rechazó a fuerzas tanto de carabineros como del Ejército, al mediodía y en la tarde del día 11. Un bus de carabineros fue completamente inutilizado y un helicóptero Puma del Ejército debió reportar emergencia y aterrizar en la Base Aérea Los Cerrillos después de recibir fuego de fusilería de parte de los obreros de SUMAR. Una ambulancia de la policía debió retirarse también, luego de un enfrentamiento en las inmediaciones de la parroquia San Cayetano. Después de estos acontecimientos, las amenazas y acciones represivas se sucedieron con rapidez; tres pobladores perdieron la vida el mismo 11, otros tantos al día siguiente y en los días que siguieron.[cita requerida]
El domingo 16, al amanecer, vuelos rasantes de aviones hicieron crecer la amenaza de un bombardeo y, más tarde, un operativo conjunto de infantería, tanquetas y helicópteros castigaron a La Legua, allanando sus casas y tomando personas detenidas y con muchas víctimas fatales debido a la resistencia. 

## Actualidad
Actualmente la población se encuentra bajo la jurisdicción de la comuna de San Joaquín y sigue siendo azotada por la delincuencia y el narcotráfico. Ha sido intervenida por el Estado en varias ocasiones para combatir estos flagelos que la mantienen en la marginalidad.
Unos cuatro mil pobladores viven en la zona llamada La Legua Emergencia, que ha quedado estigmatizada por el control y dominio que ejercen sobre ella y su gente varios narcotraficantes y delincuentes, lo que ha llevado al aumento de la pobreza, marginalidad y aislamiento de la población, esto se ejemplifica con el hecho de que el 60 % de sus residentes vive bajo la línea de la pobreza frente al 12 % comunal (hay que agregar que un 20 % de los pobladores viven en la indigencia).
En 2013 se inauguró una sucursal de Serviestado (actual Banco Estado Express) dentro de la población, en la intersección de Alcalde Pedro Alarcón con Padre Mariano Puga.

## Organizaciones
La Legua se caracteriza por poseer una amplia trama de organizaciones sociales y comunitarias, tales como la parroquia San Cayetano, construida por los mismos pobladores en los años 50 y dirigida por el sacerdote Mariano Puga entre 1994 y 2002, las juntas de vecinos y los clubes deportivos.
Existen muchas organizaciones entre las que destacan el Centro Cultural y de Comunicaciones La Garrapata, que dirige la radio La Ventana en el dial 103.7 FM, transmitiendo música y programas en directo, además del canal de televisión LeguaTV, que transmite todos los fines de semana para señal abierta a través del canal 3, desde la calle San Gregorio en donde se sitúan las dependencias del centro comunitario de La Legua. Tras 15 años de funcionamiento, en septiembre de 2017 el canal comunitario fue objeto de un robo perpetrado por delincuentes que sustrajeron todos los equipos.